# Kuprikol
Kuprikol je v České republice registrovaný fungicid, který obsahuje jako účinnou látku oxychlorid měďnatý (CuCl2 . 3 Cu(OH)2)
Kuprikol je výrobcem klasifikován jako zdraví škodlivý a škodlivý pro životní prostředí. Při tepelném rozkladu látky může docházet k vývoji a uvolňování chlorovodíku, dle podmínek i dalších toxických zplodin.